# Gran Premio motociclistico del Belgio 1967
Il Gran Premio motociclistico del Belgio fu il sesto appuntamento del motomondiale 1967.
Si svolse il 2 luglio 1967 sul circuito di Spa-Francorchamps. Quattro le classi in programma: 50, 250, 500 e sidecar.
In 500 Giacomo Agostini ottenne la seconda vittoria stagionale, raggiungendo in classifica Mike Hailwood (secondo).
La gara della 250 vide la vittoria di Bill Ivy, con Hailwood ancora secondo e Phil Read ritirato mentre era al comando.
La penultima gara stagionale della 50 diede la vittoria e il titolo (il secondo consecutivo) ad Hans-Georg Anscheidt. Situazione analoga nei sidecar, con Klaus Enders che si assicurò il GP e il titolo iridato. Con questo Gran Premio anche le motocarrozzette raggiunsero il traguardo delle 100 prove disputate da quel Gran Premio motociclistico di Svizzera 1949 che segnò la loro prima presenza nel motomondiale.

## Classe 500

### Arrivati al traguardo
| Pos. | Pilota           | Moto              | Tempo      | Punti |
| ---- | ---------------- | ----------------- | ---------- | ----- |
| 1    | Giacomo Agostini | MV Agusta         | 1h 03' 37" | 8     |
| 2    | Mike Hailwood    | Honda             | +1' 02" 6  | 6     |
| 3    | Fred Stevens     | Paton             | +4' 33" 3  | 4     |
| 4    | Jack Findlay     | Matchless         | +1 giro    | 3     |
| 5    | Gyula Marsovszky | Matchless         | +1 giro    | 2     |
| 6    | Derek Minter     | Norton            | +1 giro    | 1     |
| 7    | Robin Fitton     | Norton            |            |       |
| 8    | John Dodds       | Norton            |            |       |
| 9    | Dan Shorey       | Norton            |            |       |
| 10   | Malcolm Stanton  | Norton            |            |       |
| 11   | Billie Nelson    | Norton            |            |       |
| 12   | John Cooper      | Seeley            |            |       |
| 13   | Walter Scheimann | Norton            |            |       |
| 14   | Bosse Granath    | Metisse-Matchless | +2 giri    |       |
| 15   | Guy Cooremans    | Norton            | +3 giri    |       |

### Ritirati
| Pilota          | Moto              | Motivo ritiro |
| --------------- | ----------------- | ------------- |
| Peter Williams  | Matchless         |               |
| Lewis Young     | Metisse-Matchless |               |
| Len Atlee       | Norton            |               |
| Mike Duff       | Matchless         |               |
| Chris Conn      | Norton            |               |
| Kel Carruthers  | Metisse-Matchless |               |
| Vagn Stevnhoved | Matchless         |               |
| Eduard Lenz     | Matchless         |               |
| Eric Hinton     | Norton            |               |
| Ian Burne       | Norton            |               |
| Karl Hoppe      | Matchless         |               |
| John Blanchard  | Seeley            |               |
| Derek Lee       | Matchless         |               |
| Ron Chandler    | Matchless         |               |

## Classe 250

### Arrivati al traguardo
| Pos. | Pilota                | Moto      | Tempo     | Punti |
| ---- | --------------------- | --------- | --------- | ----- |
| 1    | Bill Ivy              | Yamaha    | 38' 43" 1 | 8     |
| 2    | Mike Hailwood         | Honda     | +30" 6    | 6     |
| 3    | Ralph Bryans          | Honda     |           | 4     |
| 4    | Derek Woodman         | MZ        |           | 3     |
| 5    | Ginger Molloy         | Bultaco   | +1 giro   | 2     |
| 6    | Gyula Marsovszky      | Bultaco   | +1 giro   | 1     |
| 7    | Jim Curry             | Honda     | +1 giro   |       |
| 8    | Lous van Rijswijk Jr. | Bultaco   | +1 giro   |       |
| 9    | Bosse Granath         | Husqvarna | +1 giro   |       |
| 10   | Horst Seidl           | Honda     | +1 giro   |       |

## Classe 50

### Arrivati al traguardo
| Pos. | Pilota               | Moto     | Tempo     | Punti |
| ---- | -------------------- | -------- | --------- | ----- |
| 1    | Hans-Georg Anscheidt | Suzuki   | 26' 40" 3 | 8     |
| 2    | Yoshimi Katayama     | Suzuki   | +0" 8     | 6     |
| 3    | Stuart Graham        | Suzuki   | +40" 2    | 4     |
| 4    | Ángel Nieto          | Derbi    | +4' 16" 5 | 3     |
| 5    | Aalt Toersen         | Kreidler | +4' 52" 9 | 2     |
| 6    | Paul Lodewijkx       | Jamathi  |           | 1     |
| 7    | Cees van Dongen      | Honda    |           |       |
| 8    | Oscar Pastro         | Derbi    |           |       |
| 9    | André Millard        | Derbi    | +1 giro   |       |
| 10   | Juliaan Vanzeebroeck | Derbi    | +1 giro   |       |

## Classe sidecar

### Arrivati al traguardo
| Pos | Pilota                | Passeggero         | Moto | Tempo     | Punti |
| --- | --------------------- | ------------------ | ---- | --------- | ----- |
| 1   | Klaus Enders          | Ralf Engelhardt    | BMW  | 38' 24" 9 | 8     |
| 2   | Georg Auerbacher      | Eduard Dein        | BMW  | +16" 5    | 6     |
| 3   | Siegfried Schauzu     | Horst Schneider    | BMW  | +1' 13" 6 | 4     |
| 4   | Peter 'Pip' Harris    | John Thornton      | BMW  | +1' 16" 6 | 3     |
| 5   | Heinz Luthringshauser | Hermann Hahn       | BMW  | +2' 49" 5 | 2     |
| 6   | Johann Attenberger    | Josef Schillinger  | BMW  |           | 1     |
| 7   | Otto Kölle            | Rolf Schmid        | BMW  |           |       |
| 8   | Arsenius Butscher     | Armgard Neumann    | BMW  |           |       |
| 9   | Jean-Claude Castella  | Albert Castella    | BMW  |           |       |
| 10  | Joseph Duhem          | François Fernandez | BMW  |           |       |

## Fonti e bibliografia
- El Mundo Deportivo, 3 luglio 1967, pag. 12.
- Risultati della 500 su autosport.com, su autosport.com.
- "Motor" n° 27 del 2 luglio 1967, pag. 740 e segg., su motorracehistorie.nl. URL consultato l'8 agosto 2011 (archiviato dall'url originale il 4 marzo 2016).